# عبد الله مشيلح
عبد الله سلمان عبد الله مشيلح المرزوق ، من مواليد 19 يوليو 1985 ، لاعب كرة قدم كويتي.
و هو يلعب مع نادي التضامن الكويتي.
و هو يلعب مع منتخب الكويت الأولمبي لكرة القدم منذ عام 2005.